# Rufus Thomas
Rufus C. Thomas Jr. (Cayce, 26 marzo 1917 – Memphis, 15 dicembre 2001) è stato un cantante e disc jockey statunitense.
Primo DJ a trasmettere dalla W.D.I.A. di Memphis l'esordiente Elvis Presley, ha rappresentato per oltre 50 anni l'essenza della musica a Memphis. Dal vaudeville al rhythm & blues, fino al funky; è stato un esempio di vita e di stile per decine di musicisti. Walking The Dog, uno dei suoi brani classici, è stato ripreso anche dai Rolling Stones. Insegnò ad Otis Redding come muoversi sul palco dell'Apollo di New York. Tra i suoi successi ricordiamo: Do the Funky Chicken, Push and Pull e The Dog.
Rufus Thomas si è esibito per ben 6 volte nella città di Porretta Terme in provincia di Bologna, sede dell'annuale Porretta Soul Festival. L'amministrazione comunale della città, prima ancora della morte del cantante, ha deciso di dedicargli il palco dove viene svolto l'evento.
Rufus è padre della cantante Carla Thomas.

## Biografia
Thomas è nato nella comunità rurale di Cayce in Mississippi. Intorno al 1920 si trasferisce con la famiglia a Memphis nel Tennessee; qui Thomas fa il suo debutto come attore all'età di sei, interpretando una rana in una produzione teatrale scolastica. All'età di 10 anni diventa un ballerino di tip tap, esibendosi per le strade e in produzioni amatoriali alla "Booker T. Washington High School" di Memphis. Dall'età di 13 anni, comincia a lavorare con Nat D. Williams, il suo insegnante di storia alle scuole superiori, nonché pioneristico DJ afrodiscendente presso la stazione radio WDIA. Lavora anche come editorialista per i giornali neri e come maestro di cerimonie ai talent show del Palace Theatre in Beale Street. Dopo il diploma di scuola superiore, Thomas frequenta per un semestre la Tennessee A&I University, ma i vincoli economici lo costringono a partire per intraprendere la carriera da intrattenitore a tempo pieno.

## Carriera
Dopo l'esperienza universitaria, Thomas inizia ad esibirsi in spettacoli itineranti. Nel 1936 si unisce ai Rabbit Foot Minstrels, una rivista composta da soli afroamericani. Inizia a girare gli stati del sud, come ballerino di tip tap e comico, a volte facendo parte del duo Rufus e Johnny.
Nel 1940, sposa Cornelia Lorene Wilson con una cerimonia officiata dal Reverendo CL Franklin, che era il padre della cantante Aretha Franklin: la coppia si stabilisce a Memphis. Inoltre, Thomas inizia a lavorare nell'impianto di sbiancamento di tessuti della American Finishing Company e continuerà per oltre 20 anni. Insieme a Robert "Bones" Couch forma un duo, Rufus and Bones, in cui univa la danza alla comicità. Rufus viene anche assunto come MC al Palace Theatre, presentando spesso spettacoli amatoriali. Uno dei primi vincitori fu B.B. King, e fra gli altri scoperti da Thomas successivamente negli anni '40 c'erano Bobby Bland e Johnny Ace.
All'inizio degli anni '40, Thomas inizia a scrivere ed eseguire le sue canzoni, subendo l'influenza musicale di Louis Armstrong, Fats Waller e Gatemouth Moore. Debutta come cantante professionista all'Elks Club di Beale Street, sostituendo all'ultimo momento un altro cantante.
Negli anni Quaranta inizia a esibirsi regolarmente nei nightclub di Memphis, in particolare nel Currie's Club Tropicana. Da artista affermato a Memphis, nel 1950, all'età di 33 anni, Thomas registra il suo primo singolo a 78 giri per la piccola etichetta Star Talent di Jesse Erickson, a Dallas, in Texas.
Thomas ha detto: "Volevo solo fare un disco. Non ho mai pensato di diventare ricco. Volevo solo essere conosciuto, essere un artista di registrazione..., ma il disco ha venduto cinque copie di cui ne ho comprate quattro io". Il disco " I'll Be a Good Boy " accompagnato da " I'm So Worried " ottiene una recensione su Billboard, in cui si afferma che "Thomas mostra uno stile di prima classe su un blues lento".
Incide anche per l'etichetta Bullet a Nashville, Tennessee, registrando con l'Orchestra di Bobby Plater ed è venendo accreditato come "Mr. Swing". Le registrazioni non sono state riconosciute dai ricercatori come opere di Thomas fino al 1996. Registra anche Sun Studio, per la Chess etichetta, ma questo non si rivela un successo commerciale.
Inizia dunque a lavorare come DJ alla stazione radio WDIA nel 1951 e ospita uno spettacolo pomeridiano di R&B chiamato Hoot and Holler. WDIA era una stazione radio con un'impronta afro-americana, era conosciuta come "la stazione madre dei neri" ed era diventata un'importante fonte di musica blues e R&B per una generazione intera. Nonostante ciò, il pubblico era composto da ascoltatori sia bianchi che neri. Thomas era solito presentare i suoi spettacoli dicendo: "Sono giovane, sono sciolto, sono pieno di succo, ho l'oca quindi a che serve. Ci sentiamo gay anche se non abbiamo un dollaro, Rufus è qui, quindi grida e urla". Era anche solito condurre tour di adolescenti bianchi in "passeggiate di mezzanotte" per Beale Street. Thomas ha affermato di essere il primo DJ nero a suonare i dischi di Elvis Presley, che ha proseguito a proporre fino a quando la polizia non lo ha fermato a causa della segregazione.
Si è anche esibito sul palco con Elvis davanti a un pubblico completamente nero. Quando la polizia cercò di interromperlo fu proprio il pubblico che, salendo sul palco in sua difesa, determinò un "cambio di rotta" e la polizia autorizzò la diffusione delle canzoni di Elvis nelle stazioni radio nere.
La sua fama nel Sud era tale che nel 1953, su suggerimento di Sam Phillips, registra Bear Cat per la Sun Records, un "disco di risposta" al successo R&B di Big Mama Thornton Hound Dog. Il disco diventa il primo successo nelle classifiche nazionali dell'etichetta, raggiungendo il terzo posto nella classifica R&B di Billboard. Tuttavia, una causa per violazione del copyright presentata da Don Robey, l'editore originale di "Hound Dog", manda quasi in bancarotta l'etichetta discografica.
Thomas è stato uno degli artisti afroamericani pubblicati da Phillips, Elvis Presley addirittura registrò la canzone di Thomas Tiger Man. Thomas per un lungo periodo non incise dischi. Nel 1956 realizzò un nuovo singolo: "I'm Steady Holdin 'On" per la Meteor (etichetta discografica dei fratelli Bihari). Tra i musicisti che incisero il disco è presente Lewie Steinberg che in seguito sarà membro-fondatore di Booker T e degli MGs.
Nel 1960, fece le sue prime registrazioni con la figlia diciassettenne Carla, per l'etichetta Satellite di Memphis, che cambiò nome in Stax l'anno successivo. La canzone, Cause I Love You, con un ritmo preso in prestito da Ooh Poo Pa Doo di Jesse Hill, è stata una hit regionale; i musicisti includevano il figlio di Thomas Marvell alle tastiere, Steinberg, e il sedicenne Booker T. Jones. Il successo del disco portò la Stax a ottenere un accordo di produzione e distribuzione con la più grande Atlantic Records.
Rufus Thomas continuò a registrare per l'etichetta dopo che il disco di Carla Gee Whiz (Look at His Eyes) raggiunse la classifica nazionale dell'R & B nel 1961. Aveva il suo successo con The Dog, una canzone che aveva originariamente improvvisato nell'esecuzione basata su una linea di basso di Willie Mitchell, completa di imitazioni di un cane che abbaia. Il seguito nel 1963, Walking the Dog, progettato da Tom Dowd degli Atlantic, divenne uno dei suoi dischi di maggior successo, raggiungendo la posizione numero 10 nella classifica pop di Billboard. Divenne il primo, e ancora l'unico, padre a debuttare nella Top 10 dopo sua figlia. La canzone è stata registrata all'inizio del 1964 dai Rolling Stones nel loro album di debutto, ed è stato un minore successo nelle classifiche del Regno Unito per il gruppo Merseybeat i Dennisons più tardi quell'anno.
Oltre a registrare e a apparire alla radio e nei club, Thomas continuò a lavorare come operatore di caldaie in uno stabilimento tessile fino al 1963, quando abbandonò definitivamente il lavoro: era solito affermare che i rumori a volte gli suggerivano ritmi musicali e testi. Abbandonato il lavoro in fabbrica si concentrò sul suo ruolo di cantante e intrattenitore. Registrò una serie di nuovi brani dance, tra cui Can Your Monkey Do the Doge Somebody Stole My Dog per la Stax, dove era spesso sostenuto da Booker T. & the MGs o dai Bar-Kays. Divenne un mentore per le star più giovani di Stax, dando consigli sui movimenti nel palco ad artisti come Otis Redding, che collaborò con la figlia Carla per la registrazione di un disco.
Dopo Jump Back nel 1964, i successi si esaurirono per diversi anni, poiché Stax dava maggiore attenzione agli artisti e ai musicisti più giovani. Tuttavia, nel 1970 ebbe un altro grande successo con Do the Funky Chicken, che raggiunse la # 5 nella classifica R&B, la # 28 nella classifica pop e la # 18 in Gran Bretagna, dove fu la sua unica hit in classifica. Thomas ha improvvisato la canzone mentre si esibiva con la band di Willie Mitchell in un club a Covington, nel Tennessee, inclusa una sezione di parlato che usava regolarmente come shtick come DJ radiofonico: "Oh, mi sento così inutile - questo è il tipo di cose che ti fanno sentire come se volessi fare qualcosa di brutto, come sprecare un po' di salsa di pollo sulla tua camicia bianca proprio davanti". E Tom Nixon, e hanno usato i Bar-Kays, con il chitarrista Michael Toles. Thomas ha continuato a lavorare con Bell e Nixon come produttori, e più tardi nel 1970 ha avuto la sua unica hit R&B numero 1 [e il suo secondo record nelle classifiche pop] con un'altra canzone dance, Do the Push and Pull. Un'ulteriore uscita orientata alla danza nel 1971, The Breakdown, salì al numero 2 R&B e al numero 31 Pop. Nel 1972, ha partecipato al concerto di Wattstax, e ha avuto diversi altri successi, meno riusciti, prima che Stax crollasse nel 1976.
Thomas ha continuato a registrare e fare tournée a livello internazionale, definendosi "The World's Oldest Teenager" e definendosi "l'uomo più funky del mondo". Egli "attingeva al suo background da vaudeville per mettere le sue canzoni sul palco con un gioco di gambe stravagante che mostrava una notevole agilità per un uomo sulla cinquantina", e di solito si esibiva "mentre indossava un guardaroba di hot pants, stivali e mantelle, tutti in colori selvaggi".
Ha continuato come DJ al WDIA fino al 1974 e ha lavorato per un periodo al WLOK prima di tornare al WDIA a metà degli anni '80 per co-ospitare uno spettacolo blues. È apparso regolarmente in televisione e ha registrato album per varie etichette. Thomas si è esibito regolarmente al Porretta Soul Festival in Italia. L'anfiteatro all'aperto in cui si è esibito è stato successivamente ribattezzato Rufus Thomas Park.
Ha giocato un ruolo importante nella riunione Stax del 1988, ed è apparsa in Jim Jarmusch film del 1989 Mystery Train, Robert Altman film del 1999 La fortuna di Cookie, e DA Pennebaker documentario Only the Strong Survive. Thomas ha pubblicato un album di blues diretto, That Woman is Poison!, con Alligator Records nel 1990, con il sassofonista Noble "Thin Man" Watts. Nel 1996, lui e William Bell furono gli headliner alle Olimpiadi di Atlanta, in Georgia. Nel 1997 ha pubblicato un album, Rufus Live!, su Ecko Records. Nel 1998, ha ospitato due spettacoli di Capodanno in Beale Street.
Nel 1997, per commemorare il suo 80º compleanno, la città di Memphis ribattezzò una strada fuori Beale Street, vicino al vecchio Palace Theatre, come Rufus Thomas Boulevard. Ha ricevuto un Pioneer Award dalla Rhythm and Blues Foundation nel 1992 e un premio alla carriera da ASCAP nel 1997. È stato inserito nella Blues Hall of Fame nel 2001.

## Morte ed eredità
Rufus Thomas morì per un'insufficienza cardiaca nel 2001, all'età di 84 anni, al St. Francis Hospital di Memphis. 
È sepolto accanto a sua moglie Lorene, scomparsa l'anno precedente, al New Park Cemetery di Memphis.
Il 25 giugno 2019, il New York Times Magazine ha elencato Rufus Thomas tra centinaia di artisti il cui materiale sarebbe stato distrutto nell'incendio della Universal del 2008.

## Discografia
Album in studio
- 1963 - Walking the Dog (Stax Records, ST-704)
- 1970 - Do the Funky Chicken (Stax Records, STS-2028)
- 1971 - Rufus Thomas Live Doing the Push and Pull at P.J.'s (Stax Records, STS-2039)
- 1972 - Did You Heard Me? (Stax Records, STS-3004)
- 1973 - Crown Prince of Dance (Stax Records, STS-3008)
- 1977 - If There Were No Music (AVI Records, 6015)
- 1978 - I Ain't Gettin' Older, I'm Gettin' Better (AVI Records, 6046)
- 1980 - Rufus Thomas (Gusto Records, 0064)
- 1988 - That Woman Is Poison! (Alligator Records, AV-4769)
- 1992 - Timeless Funk (Prestige Records Ltd., CDSGP 036)
- 1996 - Blues Thang! (Sequel Records, Sequel 1054-2)
- 1997 - Rufus Live! (Ecko Records, ECD 1013)
- 2000 - Swing Out (High Stacks Records, HS 9982)

Singoli
- 1953 - Bear Cat/Walking in the Rain (Sun Records, 181)
- 1953 - Tiger Man (King of the Jungle)/Save Your Money (Sun Records, 188)
- 1956 - I'm Steady Holdin' On/The Easy Livin' Plan (Meteor Records, 5039)
- 1962 - Its Aw-Rite/Can't Ever Let You Go (Stax Records, 126)
- 1963 - The Dog/Did You Ever Love a Woman (Stax Records, 130)
- 1963 - Walking the Dog/You Said Walking the Dog (Stax Records, 140)
- 1964 - Can Your Monkey Do the Dog/I Want to Get Married (Stax Records, 144)
- 1964 - Smebody Stole My Dog/I Want to Be Loved (Stax Records, 149)
- 1964 - Jump Back/All Night Worker (Stax Records, 157)
- 1965 - Baby Walk/Little Sally Walker (Stax Records, 167)
- 1965 - Willy Nilly/Sho' Gonna Mess Him Up (Stax Records, 173)
- 1965 - Chicken Scratch/The World Is Round (Stax Records, 178)
- 1967 - Talkin' 'Bout True Love/Sister's Got a Boyfriend (Stax Records, 200)
- 1967 - Sophisticated Sissy/Grasy Spoon (Stax Records, 221)
- 1968 - Down Ta My House/Steady Holding On (Stax Records, 240)
- 1968 - The Memphis Train/I Think I Made a Boo-Boo (Stax Records, 250)
- 1968 - Funky Mississippi/So Hard to get Along With (Stax Records, 0010)
- 1969 - Funky Way/I Want to Hold You (Stax Records, 0022)
- 1969 - Do the Funky Chicken/Turn Your Dancer Down (Stax Records, 0059)
- 1970 - Sixty Minute Man/The Preacher and the Bear (Stax Records, 0071)
- 1970 - (Do the) Push and Pull Part I/(Do the) Push and Pull Part II (Stax Records, 0079)
- 1971 - The World Is Round/(I Love You) For Sentimental Reasons (Stax Records, 0090)
- 1971 - The Breakdown (Part 1)/The Breakdown (Part 2) (Stax Records, 0098)
- 1972 - Love Trap/6-3-8 (Stax Records, 0129)
- 1972 - Itch and Scratch (Part 1)/Itch and Scratch (Part 2) (Stax Records, 0140)
- 1973 - I Know You Don't Want Me No More/I'm Still in Love with You (Stax Records, 0177)
- 1973 - I'll Be Your Santa Baby/That Makes Christmas Day (Stax Records, 0187)
- 1974 - The Funky Bird/Steal a Little (Stax Records, 0192)
- 1974 - Boogie Ain't Nothin' (But Gettin' Down) (Part 1)/Boogie Ain't Nothin' (But Gettin' Down) (Part 2) (Stax Records, 0219)
- 1975 - Jump Back '75 (Part 1)/Jump Back '75 (Part 2) (Stax Records, 0254)
- 1976 - If There Were No Music/Blues in the Basement (Artists of America Records, 126)
- 1977 - Who's Makin' Love to Your Old Lady/Hot Grits (AVI Records, 149)
- 1977 - I Ain't Gettin' Older, I'm Gettin' Better (Part 1)/I Ain't Gettin' Older, I'm Gettin' Better (Part 2) (AVI Records, 178)
- 1978 - Fried Chicken/Ain't Got Time (HI Records, 78520)